# Wembley Stallions
Gli Wembley Stallions sono una squadra di football americano di Londra, in Inghilterra, fondata nel 2013.

## Dettaglio stagioni

### Amichevoli
| Stagione | Vin | Par | Per | Tot | PF  | PS | avversaria                               |
| -------- | --- | --- | --- | --- | --- | -- | ---------------------------------------- |
| 2015     | 1   | 0   | 1   | 2   | 86  | 33 | Hastings Conquerors, East Kent Mavericks |
| 2016     | 1   | 0   | 0   | 1   | 33  | 17 | Bristol Apache                           |
| Totale   | 2   | 0   | 1   | 3   | 119 | 50 |                                          |

Fonti: Sito ufficiale della squadra

### Tornei nazionali

#### Campionato

##### NWFL Premiership
| Stagione | regular season | regular season | regular season | regular season | regular season | regular season | playoff | playoff | playoff | playoff | playoff | playoff   | playoff    |
|          | Vin            | Par            | Per            | Tot            | PF             | PS             | Vin     | Per     | Tot     | PF      | PS      | risultato | avversaria |
| -------- | -------------- | -------------- | -------------- | -------------- | -------------- | -------------- | ------- | ------- | ------- | ------- | ------- | --------- | ---------- |
| 2022     | 2              | 0              | 6              | 8              | 77             | 135            | -       | -       | -       | -       | -       | -         | -          |
| Totale   | 2              | 0              | 6              | 8              | 77             | 135            | -       | -       | -       | -       | -       |           |            |

Fonti: Enciclopedia del Football - A cura di Massimo Mezzetti

##### BAFA NL Division One
| Stagione | regular season | regular season | regular season | regular season | regular season | regular season | playoff | playoff | playoff | playoff | playoff | playoff          | playoff             |
|          | Vin            | Par            | Per            | Tot            | PF             | PS             | Vin     | Per     | Tot     | PF      | PS      | risultato        | avversaria          |
| -------- | -------------- | -------------- | -------------- | -------------- | -------------- | -------------- | ------- | ------- | ------- | ------- | ------- | ---------------- | ------------------- |
| 2018     | 5              | 0              | 5              | 10             | 211            | 208            | -       | -       | -       | -       | -       | -                | -                   |
| 2022     | 7              | 0              | 3              | 10             | 189            | 97             | 0       | 1       | 1       | 14      | 35      | Quarti di finale | Cambridgeshire Cats |
| Totale   | 12             | 0              | 8              | 20             | 400            | 305            | 0       | 1       | 1       | 14      | 35      |                  |                     |

Fonti: Enciclopedia del Football - A cura di Massimo Mezzetti

##### Sapphire Series Division Two/Sapphire Series Division 2A
| Stagione | regular season | regular season | regular season | regular season | regular season | regular season | playoff | playoff | playoff | playoff | playoff | playoff                          | playoff        |
|          | Vin            | Par            | Per            | Tot            | PF             | PS             | Vin     | Per     | Tot     | PF      | PS      | risultato                        | avversaria     |
| -------- | -------------- | -------------- | -------------- | -------------- | -------------- | -------------- | ------- | ------- | ------- | ------- | ------- | -------------------------------- | -------------- |
| 2017     | 5              | 0              | 1              | 6              | 182            | 72             | -       | -       | -       | -       | -       | Vincitrici Gruppo South and East | -              |
| 2018     | 2              | 0              | 2              | 4              | 48             | 40             | 2       | 1       | 3       | 53      | 36      | Terzo posto                      | Chester Romans |
| Totale   | 7              | 0              | 3              | 10             | 230            | 112            | 2       | 1       | 3       | 53      | 36      |                                  |                |

Fonti: Enciclopedia del Football - A cura di Massimo Mezzetti

##### BAFA NL Division Two
| Stagione | regular season | regular season | regular season | regular season | regular season | regular season | playoff | playoff | playoff | playoff | playoff | playoff                              | playoff             |
|          | Vin            | Par            | Per            | Tot            | PF             | PS             | Vin     | Per     | Tot     | PF      | PS      | risultato                            | avversaria          |
| -------- | -------------- | -------------- | -------------- | -------------- | -------------- | -------------- | ------- | ------- | ------- | ------- | ------- | ------------------------------------ | ------------------- |
| 2015     | 6              | 0              | 4              | 10             | 247            | 224            | 0       | 1       | 1       | 17      | 32      | Quarti di finale Southern Conference | Bristol Apache      |
| 2016     | 7              | 0              | 3              | 10             | 209            | 140            | 0       | 1       | 1       | 20      | 13      | Quarti di finale Southern Conference | London Hornets      |
| 2017     | 10             | 0              | 0              | 10             | 354            | 63             | 2       | 1       | 3       | 77      | 26      | Finale Southern Conference           | Berkshire Renegades |
| Totale   | 23             | 0              | 7              | 30             | 810            | 427            | 2       | 3       | 5       | 114     | 71      |                                      |                     |

Fonti: Enciclopedia del Football - A cura di Massimo Mezzetti

### Riepilogo fasi finali disputate
| Anno              | Luogo    | Evento                      | Fase del torneo                      | Incontro                                | Risultato |
| 23 agosto 2015    |          | BAFA NL Division Two        | Quarti di finale Southern Conference | Bristol Apache - Wembley Stallions      | 32 - 17   |
| 21 agosto 2016    |          | BAFA NL Division Two        | Quarti di finale Southern Conference | London Hornets - Wembley Stallions      | 20 - 13   |
| 10 settembre 2017 |          | BAFA NL Division Two        | Finale Southern Conference           | Wembley Stallions - Berkshire Renegades | 17 - 20   |
| 17 marzo 2018     | Sandwell | Sapphire Series Division 2A | Finale 3º - 4º posto                 | Chester Romans - Wembley Stallions      | 0 - 27    |
| 14 agosto 2022    |          | BAFA NL Division One        | Quarti di finale                     | Cambridgeshire Cats - Wembley Stallions | 35 - 14   |